# Glaucocharis chrysoclyta
Glaucocharis chrysoclyta là một loài bướm đêm trong họ Crambidae.